# اندرو پینک
اندرو پینک (انگلیسی: Andrew Pink؛ زادهٔ ۲۵ ژانویهٔ ۱۹۸۳) بازیکن والیبال زاده کانزاس‌سیتی است که برای بریتانیا در مسابقات والیبال شرکت کرده‌است.